# Polyvinylbutyral

Structuur van polyvinylbutyral

Polyvinylbutyral of PVB (CAS-nummer 27360-07-2) is een polymeer dat gesynthetiseerd wordt uit polyvinylalcohol.
PVB wordt vooral verwerkt tot transparante, klevende folies die tussen de lagen worden geplaatst van gelaagd glas of veiligheidsglas, onder meer ook in ramen van auto's. PVB helpt de energie te absorberen van een impact op het glas en de scherven blijven aan de PVB-laag vastgekleefd.
PVB wordt geproduceerd door de condensatiereactie van polyvinylalcohol (PVA) met het aldehyde butyraldehyde (butanal). Het is niet mogelijk om 100% van de hydroxylgroepen in PVA te laten reageren, zodat PVB altijd nog een zeker percentage ongereageerde hydroxylgroepen bevat. In de praktijk is een omzetting van 80% technisch haalbaar. Doordat polyvinylalcohol zelf bereid wordt uit polyvinylacetaat bevat PVB ook nog een klein percentage aan resterende acetaatgroepen.
Monsanto Antwerpen produceert PVB onder de handelsnaam Butvar (een handelsmerk van Solutia, voorheen Monsanto), net als Kuraray Europe GmbH - Frankfurt (handelsnaam PVB = Mowital / Pioloform ). S-Lec (Sekisui), Saflex (Solutia), Butacite (DuPont) en Trosifol (Kuraray Europe GmbH, divisie: Trosifol) zijn handelsnamen van PVB-folie voor tussenlagen.